# Agnès Richomme
Pour les articles homonymes, voir Richomme.
Agnès Richomme, née le 11 décembre 1906 à Paris 5e et morte à Nîmes le 10 décembre 2001, est une religieuse française, auteur d'ouvrages de spiritualité et de vies de saints. Elle est notamment connue comme scénariste de la moitié des bandes dessinées de la collection Belles Histoires et Belles Vies. Son ouvrage La Belle Vie de Notre-Dame, publié en 1949, a été vendu à 435 000 exemplaires en vingt ans.

## Biographie
Adolphine Germaine Richomme naît le 11 décembre 1906 dans le 5e arrondissement de Paris.
Son prénom usuel est Agnès, la rectification de son état-civil officiel est faite tardivement, en 1956.
Fille d'un employé comptable, originaire de Crégy-lès-Meaux et habitant rue Mouffetard dans le Quartier latin, Agnès Richomme devient religieuse.

### Collaboratrice de Gaston Courtois; premiers écrits
Elle est la collaboratrice de Gaston Courtois (1897-1970), le fondateur des mouvements de jeunesse et des revues « Cœurs vaillants » et « Âmes vaillantes », puis fondateur du Bureau international catholique de l'enfance.
Comme écrivain, Agnès Richomme se fait d'abord remarquer par ses ouvrages de spiritualité comme Méditations sur l'Ave Maria, publié en 1949. 

### Scénariste de bandes dessinées chrétiennes
Elle devient « célèbre dans le monde de l'édition » pour le grand nombre de bandes dessinées qu'elle a écrites dans le cadre de la collection « Belles Histoires et Belles Vies ». 
La Belle vie de Notre-Dame, le premier ouvrage qu'elle écrit dans cette collection, compte une large diffusion, avec 435 000 exemplaires vendus entre 1949 et 1969, et des traductions dans de nombreuses langues y compris africaines, comme le swahili et l'eswatini. Dans cette collection, elle écrit la vie des principaux saints de l'histoire chrétienne. 
Ses vies de saint les plus connues dans cette collection sont sur Notre-Dame, saint Louis-Marie Grignion de Montfort, sainte Thérèse de l'Enfant-Jésus, sainte Bernadette de Lourdes, sainte Jeanne d'Arc, saint Pierre, sainte Catherine Labouré, le pape Jean XXIII, Sœur Rosalie, saint Bernard. Elle écrit aussi sur les apparitions mariales comme Notre-Dame de Fatima.
Ses albums de bande dessinée dans la collection « Belles histoires, belles vies » sont d'abord édités en noir et blanc chez Fleurus, collection créée en 1947. Agnès Richomme publie dans cette collection jusqu'en 1967. Les albums sont réédités chez Fleurus, puis à partir de 1995 par Mame et colorisés à partir de 1994 par les frères Chagnaud. 
Les albums qu'elle écrit dans cette collection sont accompagnés d'illustrations principalement de Robert Rigot, mais aussi de Giovanni Giannini, Decomble, Alain d'Orange, Raoul Auger,,.
Elle publie aussi un album dans la collection « Vivants témoins » en 1978, Monsieur Vincent, illustré par Noël Gloesner.

### Autres écrits, décès
En parallèle à ses scénarios de bandes dessinées, Agnès Richomme continue à publier d'autres livres. Elle écrit en 1971 la biographie de son ancien responsable, l'abbé Gaston Courtois. Yves-Marie Hilaire juge cependant que cette biographie n'est pas pleinement satisfaisante pour un historien.
Agnès Richomme meurt à Nîmes dans le Gard le 10 décembre 2001, la veille de son 95e anniversaire.

## Publications

### Ouvrages de spiritualité
- Blanc, rouge et or, notre rosaire, Paris, Union des œuvres catholiques de France, 1946 ; rééd. Notre rosaire : blanc, rouge et or, Paris, Fleurus, 1952.
- Contacts avec le Christ, Paris, Union des œuvres catholiques de France, 1947 ; Contacts avec le Christ, deuxième, troisième et quatrième série, Paris, Fleurus, 1950, 1952, 1953.
- Méditations sur l'Ave Maria, 1949.
- Méditations sur le Pater, Éditions Fleurus, 1949.
- Le Chant de la confiance, psaume 90, Paris, Éditions Fleurus, collection Feuillets de vie spirituelle no 19, 1953.
- Les Dernières paroles de Jésus, Paris, Éditions Fleurus, collection Feuillets de vie spirituelle no 22, 1954.
- L'Appel au Saint-Esprit, Paris, Éditions Fleurus, collection Feuillets de vie spirituelle no 28, 1955.
- Louanges mariales, commentaire des litanies de la Sainte Vierge, Paris, Fleurus, 1958.
- À l'écoute de Notre-Dame, Paris, P. Lethielleux, 1961.
- « Je vous ai dit », Paris, Éditions Fleurus, 1966.
- En prière avec l'Église chaque jour :
  1. Le Temps de l'Avent et de Noël, Paris et Fribourg, Éditions Saint-Paul, 1966 ;
  2. De la Septuagésime à Pâques, 1966 ;
  3. Le Temps pascal, 1967 ;
  4. Le Temps après la Pentecôte, 1967.
- Marie contemplée à la lumière du Concile, éd. Saint Augustin, 1968.
- Dieu révèle aux hommes le bonheur, Paris et Fribourg, Éd. Saint-Paul, 1970.
- Un prêtre, Gaston Courtois, fils de la charité, 1897-1970, Union des œuvres - Fleurus, 1971.
- Quelle sagesse ? : Marie-Louise Trichet et les Filles de la Sagesse, Lescuyer, 1971, 122 p.
- Mamans de tous les temps, Paris, Éditions S.O.S., 1978.
- Un Ami pour chaque jour : les saints du calendrier, Paris, Éditions S.O.S., 1980.
- À l'écoute de saint Jean, Paris, Éditions S.O.S., 1983.
- Marie, mère de Dieu, notre mère, Paris, S.O.S. Éditions, 1986.
- Béatrice de Silva : fondatrice de l'Ordre de l'Immaculée Conception, une sainte d'hier pour les temps d'aujourd'hui, Paris et Fribourg, Éd. Saint-Paul, 1991.

### Bandes dessinées
Bandes dessinées dans la collection « Belles Histoires et Belles Vies », Éditions Fleurus puis Mame (rééditions en couleurs à partir de 1995),
- La Belle Vie de Notre-Dame, 1949 ; rééd. sous le titre Marie de Nazareth, 1995.
- Anne-Marie Javouhey, 1949.
- Jeanne d'Arc, 1950 ; rééd. 1994.
- Sainte Thérèse de l'Enfant-Jésus, 1951.
- Sainte Catherine Labouré, 1951 ; rééd. Catherine et la médaille miraculeuse.
- Sainte Bernadette, 1953 ; rééd. Bernadette de Lourdes.
- Saint Bernard, 1953 ; rééd. Bernard le hérault de la chrétienté.
- Saint Louis-Marie Grignion de Montfort, 1955.
- Un entraîneur, Jean-Martin Moyë, 1956.
- Kateri Tekakwitha, 1957.
- Sainte Louise de Marillac, 1957.
- Sainte Rita, 1958 ; rééd. Rita, une vie extraordinaire.
- Étienne Pernet  et les petites Sœurs de l'Assomption, 1958.
- Sainte Jeanne-Antide Thouret, 1959.
- Jeanne Jugan, fondatrice des Petites Sœurs des Pauvres, 1960.
- Notre-Dame de Fatima, 1961.
- Pierre Bonhomme et les sœurs de Notre-Dame du Calvaire, 1962.
- Marguerite Bourgeoys, 1963.
- Mère Alphonse-Marie, 1963.
- Mère Saint-Ignace : Claudine Thévenet et les religieuses de Jésus-Marie, 1964.
- Le bon pape Jean, 1964.
- Sainte Marguerite-Marie, 1965 ; rééd. Marguerite-Marie, l'amour du Cœur de Jésus.
- Sainte Émilie de Rodat, 1965.
- Sœur Rosalie, l'apôtre du quartier Mouffetard, 1965.
- Louise et Laurence Lemarchand et les Filles de Sainte-Marie, 1966.
- Sainte Germaine de Pibrac, 1967.
- Saint Pierre, 1968 ; rééd. Pierre, le roc de l'Église.
- Pauline Jaricot, 1969.
- Pionniers pour la côte ouest - Monseigneur de Marion-Brésillac et la Société des missions africaines, 1971.

Bandes dessinées dans d'autres collections
- Monsieur Vincent, collection « Vivants témoins », Éditions Fleurus, 1978[12].